# Leotardo

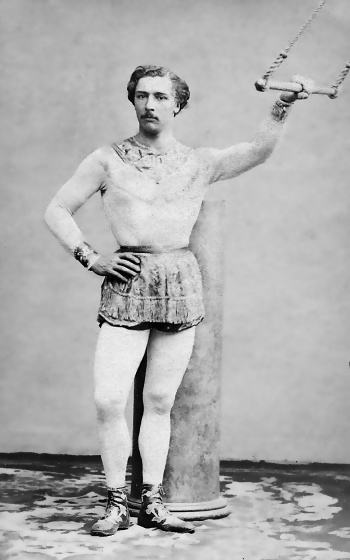
El acróbata francés Jules Léotard, vestido con la prenda a la que le dio nombre.

El leotardo es una indumentaria diseñada y popularizada a partir del siglo XIX por el famoso acróbata francés Jules Léotard, de quien tomó su nombre, para sustituir al traje de cuerpo entero muy ajustado sin mangas que cubría las piernas y la mayor parte del torso para mostrar la musculatura. Fue adoptado por gimnastas y trapecistas ya que permitía libertad de movimientos en los actos acrobáticos. Con ciertas modificaciones fue adoptado como prenda del ajuar en la danza.

## Evolución de la prenda

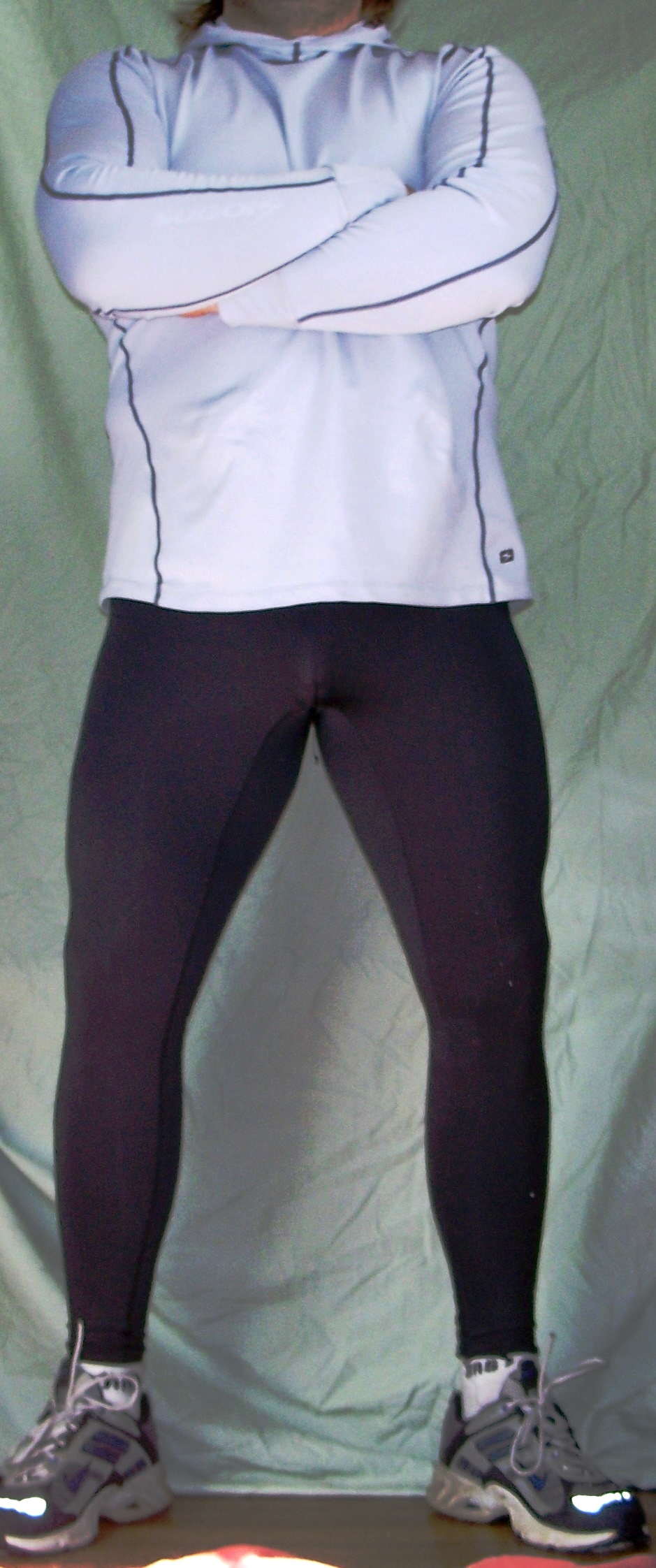
Los «leggings» de fibra spandex, un capítulo más en la evolución de las calzas medievales y el leotardo.

Leotardo, leotardos e incluso leotar es traducción directa de la palabra en francés léotard, que denomina toda prenda ceñida que se utiliza para cubrir el torso, con énfasis en el pecho, pubis y glúteos. Bien puede ser con mangas o sin mangas, pero siempre ha de extenderse hasta las coyunturas de los muslos. En este sentido es de idéntico corte que el Swimsuit o traje de baño de una pieza.
Se usa sobre todo como prenda principal de la vestimenta para el ballet, generalmente acompanada con mallas. Así, el leotardo cumple con una triple función de abrigar el torso, mostrar el contorno de la musculatura corporal y sostener por presión en la cintura a las mallas. Las mallas a su vez abrigan las piernas y muestran el contorno de la musculatura en las piernas.
El leotardo en el ballet generalmente se elabora con algodón, nailon, «spandex» o una combinación de estos materiales. Viene en diferentes colores, los cuales suelen ser establecidos por los maestros de ballet para distinguir los niveles de enseñanza. Pero el color básico del leotardo es el negro.
Entre 1970 y 1980, el leotardo se extendió al ajuar aeróbico, desplazado luego por pantalones del tipo lycra, y ya en el siglo XXI por los jeggings, prenda ceñida para cubrir las piernas, utilizado por ciclistas y atletas en competencias deportivas.